# Pavel Svojanovský
Pavel Svojanovský (født 12. august 1943 i Otrokovice, død 31. marts 2024 i Havlíčkův Brod) var en tjekkisk roer og dobbelt olympisk medaljevinder.

## Rokarriere
Pavel Svojanovský roede sammen med sin lillebror Oldřich Svojanovský ved alle betydende mesterskaber, og de var først med i den tjekkoslovakiske otter ved OL 1968 i Mexico City, hvor de var med til at blive nummer fem. Året efter roede de toer med styrmand sammen med styrmand Vladimír Petříček og blev der europamestre, mens de ved EM to år senere fik sølv, denne gang dog med en anden styrmand.
Ved OL 1972 i München var Petříček igen styrmand, da Svojanovský-brødrene klart vandt deres indledende heat. Efter en andenplads i semifinalen kunne de ikke følge med de østtyske vindere, men fik sølv foran rumænerne på tredjepladsen.
Ved VM i 1974 vandt samme besætning bronze, Ved OL 1976 i Montreal havde de to brødre Ludvík Vébr som styrmand, og de vandt deres indledende heat, mens de blev nummer to i semifinalen. I finalen var østtyskerne også denne gang hurtigst og genvandt guldet, mens en båd fra Sovjetunionen fik sølv og Svojanovský-brødrene med Vébr fik bronze.+

## OL-medaljer
- 1972:  Sølv i toer med styrmand
- 1976:  Bronze i toer med styrmand